# Sommer-Paralympics 2016/Teilnehmer (Simbabwe)
| stlisierte Goldmedaille | stlisierte Silbermedaille | stlisierte Bronzemedaille |
| ----------------------- | ------------------------- | ------------------------- |
| —                       | —                         | —                         |

Simbabwe entsandte drei Athletinnen und zwei Athleten zu den Paralympischen Sommerspielen 2016 in Rio de Janeiro,  die in zwei Sportarten antraten. Fahnenträger für Simbabwe bei der Eröffnungsfeier war der Ruderer Takudzwa Gwariro.

## Teilnehmer nach Sportart

### Leichtathletik
Laufen
| Athleten      | Wettbewerb | Vorlauf | Vorlauf | Halbfinale | Halbfinale | Finale        | Finale        | Rang |
| Athleten      | Wettbewerb | Zeit    | Rang    | Zeit       | Rang       | Zeit          | Rang          | Rang |
| ------------- | ---------- | ------- | ------- | ---------- | ---------- | ------------- | ------------- | ---- |
| Frauen        |            |         |         |            |            |               |               |      |
| Laina Sithole | 100 m T13  | 13,68 s | 5       | —          | —          | ausgeschieden | ausgeschieden | 10   |

### Rudern
| Athleten                                                                               | Wettbewerb     | Vorlauf    | Vorlauf | Hoffnungslauf | Hoffnungslauf | Finale     | Finale | Rang |
| Athleten                                                                               | Wettbewerb     | Zeit (min) | Rang    | Zeit (min)    | Rang          | Zeit (min) | Rang   | Rang |
| -------------------------------------------------------------------------------------- | -------------- | ---------- | ------- | ------------- | ------------- | ---------- | ------ | ---- |
| Mixed                                                                                  |                |            |         |               |               |            |        |      |
| Margret Bangajena Michelle Garnett Takudzwa Gwariro Previous Wiri Jessica Davis (Stf.) | Vierer Ltamix4 | 4:08,63    | 6       | 4:13,76       | 5             | 4:07,56    | 6 (B)  | 12   |